# Сиди-Слиман
Сиди-Слиман (араб. سيدي سليمان‎) — город в Марокко, расположен в области Гарб-Шрарда-Бени-Хсен.

## Географическое положение
Центр города располагается на высоте 44 метров над уровнем моря.

## Демография
Население города по годам:
| 1982   | 2004   | 2012   |
| ------ | ------ | ------ |
| 50 457 | 78 060 | 88 559 |

## Транспорт
В городе есть аэропорт.